# Pravastatin
Pravastatin, được bán dưới tên thương hiệu Pravachol trong số những loại khác, là một loại thuốc statin, được sử dụng để ngăn ngừa bệnh tim mạch ở những người có nguy cơ cao và điều trị lipid bất thường trong máu. Nó nên được sử dụng cùng với thay đổi chế độ ăn uống, tập thể dục và giảm cân. Nó được uống qua đường miệng.
Các tác dụng phụ thường gặp bao gồm đau khớp, tiêu chảy, buồn nôn, đau đầu và đau cơ. Tác dụng phụ nghiêm trọng có thể bao gồm tiêu cơ vân, các vấn đề về gan và tiểu đường. Sử dụng trong khi mang thai có thể gây hại cho em bé. Giống như tất cả các statin, Pravastatin hoạt động bằng cách ức chế men khử HMG-CoA, một loại enzyme có trong gan có vai trò tạo ra cholesterol.
Pravastatin được cấp bằng sáng chế vào năm 1980 và được chấp thuận cho sử dụng y tế vào năm 1989. Nó có sẵn như là một loại thuốc gốc. Tại Hoa Kỳ, chi phí bán buôn cho mỗi liều ít hơn 0,20 USD vào năm 2018. Ở Vương quốc Anh, chi phí cho NHS khoảng một pound mỗi liều. Năm 2016, đây là loại thuốc được kê đơn nhiều thứ 27 tại Hoa Kỳ với hơn 24 triệu đơn thuốc.

## Sử dụng trong y tế
Pravastatin chủ yếu được sử dụng để điều trị rối loạn mỡ máu và phòng ngừa bệnh tim mạch. Chỉ nên sử dụng sau khi các biện pháp khác, chẳng hạn như chế độ ăn uống, tập thể dục và giảm cân, không cải thiện mức cholesterol.
Bằng chứng cho việc sử dụng pravastatin thường yếu hơn so với các statin khác. Điều trị hạ huyết áp và hạ mỡ máu để ngăn ngừa thử nghiệm đau tim (ALLHAT), không chứng minh được sự khác biệt về tỷ lệ tử vong do mọi nguyên nhân hoặc tỷ lệ mắc bệnh nhồi máu cơ tim không do thai nhi / bệnh tim mạch vành gây tử vong giữa các bệnh nhân uống   40 mg pravastatin mỗi ngày (một liều khởi đầu phổ biến) và những người được chăm sóc thông thường.